# Sarcohyla siopela
A Sarcohyla siopela a kétéltűek (Amphibia) osztályának békák (Anura) rendjébe és a levelibéka-félék (Hylidae) családjába, azon belül a Hylinae alcsaládba tartozó faj.

## Előfordulása
A faj Mexikó endemikus faja. Természetes élőhelye szubtrópusi vagy száraz erdők, folyók, sziklás területek. A fajt élőhelyének elvesztése fenyegeti.